# Ante Rebić
Ante Rebić (Split, 21 september 1993) is een Kroatisch voetballer die doorgaans als aanvaller speelt. Rebić debuteerde in 2013 in het Kroatisch voetbalelftal.

## Clubcarrière
Rebić speelde in de jeugd bij Vinjani, NK Imotski en RNK Split. Hij debuteerde voor RNK Split op de laatste speeldag van het seizoen 2010/11 op 21 mei 2011 tegen Dinamo Zagreb. Rebić scoorde de late gelijkmaker die RNK Split een punt opleverde. In augustus 2011 tekende hij een driejarig profcontract. In totaal scoorde hij 16 doelpunten uit 54 competitiewedstrijden voor RNK Split in de Kroatische competitie. Op 28 augustus 2013 tekende hij een vijfjarig contract bij Fiorentina. De Kroatische club kreeg minimaal zeven miljoen euro voor de transfer, waarmee Rebić de duurste transfer ooit was bij RNK Split. Daarnaast evenaarde RNK Split het transferrecord van rivaal en stadsgenoot HNK Hajduk Split, die Nikola Kalinić ook voor hetzelfde bedrag verkocht aan de Blackburn Rovers FC. Rebić kreeg het rugnummer 9. Tijdens zijn debuut tegen Parma FC op 30 september 2013 kwam de Kroaat als wissel in het spel en maakte hierbij geen goals, vanwege het feit dat hij al meteen geblesseerd raakte. Hierdoor was Rebić voor een paar weken uitgeschakeld. De Italiaanse club verhuurde de Kroaat voor één seizoen aan RB Leipzig in augustus 2014.
Rebić maakte als basisspeler deel uit van de ploeg van Eintracht Frankfurt, die op zaterdag 19 mei 2018 de DFB-Pokal won door in de finale FC Bayern München met 3–1 te verslaan. Het was de eerste grote prijs voor de club in dertig jaar. Namens Eintracht scoorde Rebić twee keer in de eindstrijd.

## Clubstatistieken
| Seizoen | Club                  | Competitie    | Competitie | Competitie | Competitie | Beker | Beker | Beker | Internationaal | Internationaal | Internationaal | Totaal | Totaal | Totaal |
| Seizoen | Club                  | Competitie    | Wed.       | Dlp.       | Ass.       | Wed.  | Dlp.  | Ass.  | Wed.           | Dlp.           | Ass.           | Wed.   | Dlp.   | Ass.   |
| ------- | --------------------- | ------------- | ---------- | ---------- | ---------- | ----- | ----- | ----- | -------------- | -------------- | -------------- | ------ | ------ | ------ |
| 2010/11 | RNK Split             | 1. HNL        | 1          | 1          | 0          | 0     | 0     | 0     | —              | —              | —              | 1      | 1      | 0      |
| 2011/12 | RNK Split             | 1. HNL        | 20         | 5          | 1          | 0     | 0     | 0     | 3              | 0              | 0              | 23     | 5      | 1      |
| 2012/13 | RNK Split             | 1. HNL        | 29         | 10         | 4          | 0     | 0     | 0     | —              | —              | —              | 29     | 10     | 4      |
| 2013/14 | RNK Split             | 1. HNL        | 4          | 0          | 1          | 0     | 0     | 0     | —              | —              | —              | 4      | 0      | 1      |
| 2013/14 | Fiorentina            | Serie A       | 4          | 1          | 0          | 1     | 1     | 0     | —              | —              | —              | 5      | 2      | 0      |
| 2014/15 | → RB Leipzig          | 2. Bundesliga | 10         | 0          | 0          | 1     | 0     | 0     | —              | —              | —              | 11     | 0      | 0      |
| 2015/16 | Fiorentina            | Serie A       | 4          | 1          | 0          | 1     | 0     | 0     | 2              | 0              | 0              | 7      | 1      | 0      |
| 2015/16 | → Hellas Verona       | Serie A       | 10         | 0          | 0          | 0     | 0     | 0     | —              | —              | —              | 10     | 0      | 0      |
| 2016/17 | → Eintracht Frankfurt | Bundesliga    | 24         | 2          | 2          | 4     | 1     | 0     | —              | —              | —              | 28     | 3      | 2      |
| 2017/18 | → Eintracht Frankfurt | Bundesliga    | 25         | 6          | 3          | 3     | 3     | 0     | —              | —              | —              | 28     | 9      | 3      |
| 2018/19 | Eintracht Frankfurt   | Bundesliga    | 28         | 9          | 4          | 1     | 0     | 0     | 9              | 1              | 2              | 38     | 10     | 6      |
| 2019/20 | Eintracht Frankfurt   | Bundesliga    | 1          | 0          | 0          | 1     | 3     | 0     | 4              | 0              | 1              | 6      | 3      | 1      |
| 2019/20 | → AC Milan            | Serie A       | 26         | 11         | 3          | 4     | 1     | 1     | —              | —              | —              | 30     | 12     | 4      |
| 2020/21 | AC Milan              | Serie A       | 27         | 11         | 7          | 1     | 0     | 0     | 5              | 0              | 2              | 33     | 11     | 9      |
| 2021/22 | AC Milan              | Serie A       | 24         | 2          | 2          | 3     | 0     | 0     | 2              | 1              | 0              | 29     | 3      | 2      |
| 2022/23 | AC Milan              | Serie A       | 23         | 3          | 2          | 1     | 0     | 0     | 7              | 0              | 0              | 31     | 3      | 2      |
| 2023/24 | Beşiktaş              | Süper Lig     | 15         | 0          | 3          | 2     | 1     | 1     | 6              | 0              | 1              | 23     | 1      | 4      |
| TOTAAL  | TOTAAL                | TOTAAL        | 275        | 62         | 32         | 23    | 10    | 2     | 38             | 2              | 6              | 336    | 74     | 39     |

## Interlandcarrière
Rebić kwam uit voor diverse Kroatische jeugdelftallen. Op 14 augustus 2013 debuteerde hij in het Kroatisch voetbalelftal in een vriendschappelijke wedstrijd tegen Liechtenstein. Hij viel in na 63 minuten en maakte vier minuten later zijn eerste doelpunt voor de nationale ploeg.
Rebić werd in mei 2014 door bondscoach Niko Kovač opgenomen in de Kroatische selectie voor het wereldkampioenschap in Brazilië. Als invaller verving hij spits Nikica Jelavić in de openingswedstrijd van het toernooi tegen Brazilië (3–1 verlies). De Kroaat viel ook in tijdens de groepswedstrijden tegen Kameroen en Mexico, waar hij vlak voor tijd met rood naar de kant werd gestuurd.
Rebić werd voor één wedstrijd geschorst door de FIFA, waardoor de Kroaat de start van de EK-kwalificatiecyclus miste. De EK-kwalificatiewedstrijden tegen Azerbeidzjan en Bulgarije zal Rebić ook moeten missen, omdat Nenad Gračan hem nodig had voor Jong Kroatië.
Op 29 september 2014 werd Rebić opgeroepen door trainer Nenad Gračan voor Jong Kroatië voor play-offs tegen Jong Engeland. In de eerste play-off wedstrijd waren de Engelsen te sterk met 2-1. In de tweede play-off wedstrijd gingen de jonge Engelsen met de zege naar huis en de ploeg van Rebić werd uitgeschakeld voor het toernooi.
De Kroaat kreeg opnieuw een oproep van bondscoach Niko Kovač voor een oefeninterland tegen Argentinië en de EK-kwalificatie tegen Italië op respectievelijk 12 november 2014 en 16 november 2014. Uiteindelijk besloten de Kroatische voetbalbond en RB Leipzig om Rebić niet te laten deelnemen aan de wedstrijden, vanwege zijn broze gezondheid.
Rebić werd opgeroepen door de bondscoach voor de eerste wedstrijd in het jaar 2015 tegen Noorwegen, die eindigde in een 5-1 overwinning. Hij werd in mei 2015 opgeroepen voor oefeninterlands tegen Gibraltar en de EK-kwalificatiewedstrijd tegen Italië op 7 juni en 12 juni 2015. Tegen Gibraltar speelde Rebić voor het eerst in bijna een jaar een interland. In het Poljudstadion in zijn geboortestad speelde hij mee in de tweede helft tegen de Italianen.

### Internationale wedstrijden
| №                                     | Datum                    | Locatie                                | Wedstrijd                | Uitslag                  | Competitie               | Goals                    |
| Als speler van RNK Split              | Als speler van RNK Split | Als speler van RNK Split               | Als speler van RNK Split | Als speler van RNK Split | Als speler van RNK Split | Als speler van RNK Split |
| ------------------------------------- | ------------------------ | -------------------------------------- | ------------------------ | ------------------------ | ------------------------ | ------------------------ |
| 1.                                    | 14 augustus 2013         | Rheinparkstadion, Vaduz                | Liechtenstein – Kroatië  | 2 – 3                    | Vriendschappelijk        | 1                        |
| Als speler van ACF Fiorentina         |                          |                                        |                          |                          |                          |                          |
| 2.                                    | 15 november 2013         | Laugardalsvöllur, Reykjavik            | IJsland – Kroatië        | 0 – 0                    | WK-kwalificatie 2014     | 0                        |
| 3.                                    | 19 november 2013         | Maksimirstadion, Zagreb                | Kroatië – IJsland        | 0 – 2                    | WK-kwalificatie 2014     | 0                        |
| 4.                                    | 31 mei 2014              | Stadion Gradski vrt, Osijek            | Kroatië – Mali           | 2 – 1                    | Vriendschappelijk        | 0                        |
| 5.                                    | 6 juni 2014              | Estádio Roberto Santos, Salvador       | Australië – Kroatië      | 0 – 1                    | Vriendschappelijk        | 0                        |
| 6.                                    | 12 juni 2014             | Novo Estádio do Corinthians, São Paulo | Brazilië – Kroatië       | 3 – 1                    | WK 2014                  | 0                        |
| 7.                                    | 18 juni 2014             | Arena Amazônia, Manaus                 | Kameroen – Kroatië       | 0 – 4                    | WK 2014                  | 0                        |
| 8.                                    | 23 juni 2014             | Arena Cidade da Copa, Recife           | Kroatië – Mexico         | 1 – 3                    | WK 2014                  | 0                        |
| 9.                                    | 7 juni 2015              | Varteksstadion, Varaždin               | Kroatië – Gibraltar      | 4 – 0                    | Vriendschappelijk        | 0                        |
| 10.                                   | 12 juni 2015             | Poljudstadion, Split                   | Kroatië – Italië         | 1 – 1                    | EK-kwalificatie 2016     | 0                        |
| Totaal                                | Totaal                   | Totaal                                 | Totaal                   | Totaal                   | Totaal                   | 1                        |
| Laatst bijgewerkt op 21 januari 2016. |                          |                                        |                          |                          |                          |                          |

## Erelijst
| Competitie          |                     |                     |                     |                     |
| Competitie          | Aantal              | Jaren               |                     |                     |
| Eintracht Frankfurt | Eintracht Frankfurt | Eintracht Frankfurt | Eintracht Frankfurt | Eintracht Frankfurt |
| ------------------- | ------------------- | ------------------- | ------------------- | ------------------- |
| DFB-Pokal           | 1x                  | 2017/18             |                     |                     |
| AC Milan            |                     |                     |                     |                     |
| Kampioen Serie A    | 1x                  | 2021/22             |                     |                     |

| Competitie | Winnaar | Winnaar | Runner-up | Runner-up | Derde   | Derde   |
| Competitie | Aantal  | Jaren   | Aantal    | Jaren     | Aantal  | Jaren   |
| Kroatië    | Kroatië | Kroatië | Kroatië   | Kroatië   | Kroatië | Kroatië |
| ---------- | ------- | ------- | --------- | --------- | ------- | ------- |
| WK         |         |         | 1x        | 2018      |         |         |